# هارون برونو
هارون برونو (بالإنجليزية: Aaron Bruno)‏ هو مغني أمريكي، ولد في 11 نوفمبر 1978 في لوس أنجلوس في الولايات المتحدة.

## وصلات خارجية
- هارون برونو على موقع ميوزك برينز (الإنجليزية)
- هارون برونو على موقع ديسكوغز (الإنجليزية)